# 7a-hidroksisteroid dehidrogenaza
7a-hidroksisteroid dehidrogenaza (EC 1.1.1.159, 7alfa-hidroksi steroidna dehidrogenaza, 7alfa-HSDH) je enzim sa sistematskim imenom 7alfa-hidroksisteroid:NAD+ 7-oksidoreduktaza. Ovaj enzim katalizuje sledeću hemijsku reakciju
holat + NAD+ {\displaystyle \rightleftharpoons } 3alfa,12alfa-dihidroksi-7-okso-5beta-holan-24-oat + NADH + H+
7a-Hidroksisteroidna dehidrogenaza katalizuje oksidaciju 7alfa-hidroksi grupa žučne kiseline i alkohola u njihovim slobodnim i konjugovanim formama. Bacteroides fragilis i Clostridium enzimi takođe mogu da koriste NADP+.

## Literatura
- Nicholas C. Price; Lewis Stevens (1999). Fundamentals of Enzymology: The Cell and Molecular Biology of Catalytic Proteins (Third изд.). USA: Oxford University Press. ISBN 019850229X.
- Eric J. Toone (2006). Advances in Enzymology and Related Areas of Molecular Biology, Protein Evolution (Volume 75 изд.). Wiley-Interscience. ISBN 0471205036.
- Branden C; Tooze J. Introduction to Protein Structure. New York, NY: Garland Publishing. ISBN 0-8153-2305-0.
- Irwin H. Segel. Enzyme Kinetics: Behavior and Analysis of Rapid Equilibrium and Steady-State Enzyme Systems (Book 44 изд.). Wiley Classics Library. ISBN 0471303097.
- William P. Jencks (1987). Catalysis in Chemistry and Enzymology. Dover Publications. ISBN 0486654605.

## Spoljašnje veze
- 7alpha-hydroxysteroid+dehydrogenase на 